# Brbinj
Brbinj, v minulosti též známý pod jmény Bibinj nebo Birbinj (italsky Berbigno) je malá vesnice a přímořské letovisko v Chorvatsku v Zadarské župě, nacházející se na ostrově Dugi otok, spadající pod opčinu Sali. V roce 2011 zde žilo celkem 76 obyvatel. V roce 1991 většinu obyvatelstva (87,5 %) tvořili Chorvati.
Sousedními vesnicemi jsou Dragove a Savar. Nejdůležitějšími dopravními komunikacemi jsou silnice D109 a silnice D124. Ve vesnici se nachází trajektový přístav.